# Granville Leveson-Gower, 2. hrabě Granville
Granville George Leveson-Gower, 2. hrabě Granville (Granville George Leveson-Gower, 2nd Earl Granville, 2nd Viscount Granville, 2nd Baron Leveson) (11. května 1815, Londýn, Anglie – 31. března 1891, Londýn, Anglie) byl britský státník ze šlechtického rodu Leveson-Gowerů. Dlouhodobě patřil k výrazným osobnostem Liberální strany, původně byl poslancem Dolní sněmovny a od roku 1846 jako dědic rodových titulů členem Sněmovny lordů. Zastával řadu ministerských funkcí, mimo jiné byl dvakrát Ministr kolonií Spojeného království a třikrát ministrem zahraničí.

## Kariéra
Narodil se jako starší syn 1. hraběte Granville, dlouholetého velvyslance ve Francii. Studoval v Etonu a Oxfordu, v letech 1835–1836 krátce působil jako atašé v Paříži, kde byl vyslancem jeho otec. V letech 1836–1840 a 1841–1846 byl členem Dolní sněmovny za stranu liberálů. V letech 1840–1841 byl krátce státním podsekretářem zahraničí, v roce 1846 po otci zdědil rodové tituly a vstoupil do Sněmovny lordů. V roce 1846 byl zároveň jmenován členem Tajné rady a v letech 1846–1848 byl nejvyšším lovčím království. Mezitím začal pracovat na ministerstvu obchodu, kde byl od roku 1846 komisařem pro železnice, v letech 1848–1851 byl viceprezidentem úřadu pro obchod a generálním intendantem armády. Po nucené rezignaci lorda Palmerstona byl v letech 1851–1852 ministrem zahraničí, poté zastával méně významné posty prezidenta Tajné rady (1852–1854, 1855–1858 a 1859–1865) a lorda kancléře vévodství lancasterského (1854–1855).
Dlouhodobě byl mluvčím liberálů ve Sněmovně lordů, několikrát byl i jejím předsedou. V roce 1856 byl mimořádným vyslancem v Petrohradě. V dalších liberálních vládách byl znovu ministrem zahraničí (1870–1874 a 1880–1885), dvakrát byl také ministrem kolonií (1868–1870 a 1886). Jako výrazná osobnost Liberální strany měl trvalou přízeň a podporu královny Viktorie, vynikl jako taktní politik, kritici mu ale v některých obdobích vyčítali nedostatek razance.
V návaznosti na diplomatickou misi v Rusku získal Podvazkový řád (1857), byl též členem Královské společnosti a získal čestné doktoráty v Cambridge a Oxfordu. V letech 1856–1891 byl kancléřem univerzity v Londýně a v letech 1866–1891 zastával čestný post lorda strážce pěti přístavů, s níž je spojen nárok na užívání státního sídla Walmer Castle.

## Manželství a potomstvo
Jeho první manželství s Marií Louisou Dalberg (1812–1860) zůstalo bezdětné, potomstvo měl až z druhého manželství s Castilou Campbell (1848–1937). Starší syn Granville Leveson-Gower, 3. hrabě Granville (1872-1939) dlouhodobě působil v diplomacii a v letech 1928–1933 byl vyslancem v Bruselu, mladší syn William Leveson-Gower, 4. hrabě Granville (1880–1953) byl admirálem a v letech 1945–1951 generálním guvernérem v Severním Irsku.